# 细毛碗蕨
细毛碗蕨（学名：Dennstaedtia pilosella）为姬蕨科碗蕨属下的一个种。

## 扩展阅读
- 維基物種上的相關：细毛碗蕨